# Отоку
Отоку (応徳) је јапанска ера (ненко) која је настала после Еихо и пре Канџи ере. Временски је трајала од фебруара 1084. до априла 1087. године и припадала је Хејан периоду. Владајући монарх био је цар Ширакава.

## Важнији догађаји Отоку ере
- 1084. (Отоку 1, девети месец): Царева супруга Кеншин умире. Цар Ширакава проводи неко време у жалости препуштајући владавину својим министрима.[3]
- 1084. (Отоку 3, девети месец): Ширакава објављује намере да абдицира у корист сина.[3]
- 3. јануар 1084. (Отоку 3, двадесетшети дан једанаестог месеца): Ширакава званично абдицира,[4] али узима титулу Даиџо тено.[3] Ширакава је као цар владао 14 година, а следеће 43 године владаће из сенке у такозваној манастирској владавини (систем Инсеи).[5] Ово је био специфичан облик владавине у Јапану али не и редак. У њему би цар абдицирао, али задржавао моћ и утицај. Абдицирани цареви су се формално повлачили у будистичке манастире, али су из њих деловали на начин који је за циљ имао успоставити противтежу утицају царских регената и моћног Фуџивара клана као и ратничке класе.[6] За то време је званичан цар обављао само церемонијалне и формалне дужности.